# Maia Sandu
Maia Sandu, född 24 maj 1972 i Risipeni, är en moldavisk ekonom och politiker som sedan 24 december 2020 är Moldaviens president. Sandu är grundare och tidigare partiledare för Partiet handling och solidaritet (PAS). Från 8 juni 2019 (från 15 juni 2019 erkänd av konstitutionsdomstolen) till 14 november 2019 var hon Moldaviens premiärminister. Hon var Moldaviens utbildningsminister mellan 2012 och 2015. Sandu är Moldaviens första kvinnliga president och har tidigare varit landets tredje kvinnliga premiärminister.

## Uppväxt och utbildning
Sandu föddes i byn Risipeni i Făleştidistriktet i nuvarande Moldavien. Hon har studerat vid Moldaviens handelsakademi, Akademin för offentlig förvaltning samt John F. Kennedy School of Government. Före den politiska karriären arbetade hon bland annat för Världsbanken.

## Politisk karriär
Mellan 2012 och 2015 var hon utbildningsminister och tillhörde då Moldaviens liberaldemokratiska parti (PLDM). I december 2015 lanserade hon plattformen În /pas/ cu Maia Sandu, som senare blev det politiska partiet PAS. Sandu var en av kandidaterna i presidentvalet i Moldavien 2016, där hon kom på andra plats i den första valomgången. I andra valomgången förlorade hon mot Igor Dodon.
Efter parlamentsvalet 2019 blev Sandu Moldaviens premiärminister. Regeringen Sandu, som var en koalitionsregering mellan PAS, PPDA och PSRM upplöstes genom en misstroendeförklaring i parlamentet i december samma år.
Sandu ställde återigen upp i presidentvalet i Moldavien 2020 och vann. I valet fick Sandu 57% av rösterna och hennes motståndare och sittande president Igor Dodon fick 42%. Hon gick till val på att bygga starkare band med EU och bekämpa korruption. Sandu har uttryckt kritik både mot ryskstödda politiska grupper och Vladimir Plahotniuc, en inflytelserik moldavisk affärsman med starka band till USA.